# Neembia
Neembia – wymarły rodzaj owadów z rzędu Miomoptera i rodziny Permembiidae, obejmujący tylko jeden znany gatunek: Neembia ampla.
Rodzaj i gatunek opisane zostały w 2013 roku przez Aleksandra Rasnicyna i Daniła Aristowa. Jedyna znana skamieniałość odnaleziona została na terenie obwodu wołogodzkiego w Rosji i pochodzi piętrze siewierdowinianu (wucziaping w permie).
Owad ten miał przednie skrzydła długości około 19 mm i szerokości 5,5 mm. Cechowały się one prostą przednią krawędzią, jasną błoną i prostymi, zabarwionymi żyłkami poprzecznymi. W nasadowej ⅓ skrzydła przestrzeń przedradialna zajmowała ponad ćwierć jego szerokości. Przednie odgałęzienia żyłki subkostalnej były długie, esowate i odchodziły w dużych odległościach od siebie. Żyłka medialna rozdwajała się na tylną i przednią wyraźnie odsiebnie w stosunku do nasady sektora radialnego, który brał swój początek na wysokości rozwidlenia żyłek medialnej i przedniej kubitalnej. Przestrzeń medialna skrzydła była szersza niż przestrzeń między żyłkami kubitalnymi.